# Ír terrier

## Leírása
Közepes termetű, kemény kiállású kutya. Feje hosszú, szeme sötét színű, füle előrebicsaklik. Teste négyzetbe rajzolható. Lábai egyenesek, erőteljesek. Farkát általában háromnegyedére kurtítják; felfelé tartja.  Szőrzete szinte drótszerű. Színe vörösessárga, illetve vörös és sárga. Marmagassága 40–45 cm, testtömege 11–12 kg. Várható élettartam: 13 év

## Eredete
Ír fajta; származása homályos. A foxterrier és a welsh terrier, továbbá más, ma már kihalt terrierfélékből alakították ki. Kiállításon először 1875-ben mutatkozott be az írországi Dublinban.

## Tulajdonságai
Ezt a kutyafajtát hazájában csak „fenegyerekként” emlegetik. Értelmes, lelkes és igen bátor semmitől sem fél, ráadásul éber, és odaadóan őrzi családját és otthonát. Ez azt jelenti, hogy veszélyt érezve nemcsak ugatni fog, hanem közbe is avatkozik, ha úgy érzi, hogy arra van szükség. Nem hajlandó bárkivel összebarátkozni. A családjához igen szorosan kötődik, s velük szemben kifejezetten gyengéd, sőt kedves. Ha bármilyen rövid időre is magára hagyják, azt már büntetésnek tekinti. Játékos természetű, munka és a játék közben egyaránt fáradhatatlan, és meglehetősen értelmes. A fajta szukái mindig nyugodtabbak és készségesebbek. Más kutyákkal szemben általában agresszív ez különösen a kanra igaz. Megfelelő neveléssel és helyes szocializációval ez a hajlam némileg csökkenthető, de teljesen nem küszöbölhető ki. A kölyköt már egészen fiatalon meg kell tanítani arra, hogy a gazdája nem szereti, ha macskákat vagy egyéb háziállatokat kerget. Ha a kölyköt megismertették egy békés természetű házi macskával, akkor azzal együtt fog tudni élni. A gyerekekkel szemben türelmes, barátságos és jóindulatú. Otthonát és családját megvédi a behatolóktól, de az idegenekkel szemben nem gyanakvó.

## Alkalmazása
Fő feladata a patkányfogás volt, de rókára és más dúvadra is vadásztak vele. Manapság elsősorban kedvencként tartják.

## Képgaléria

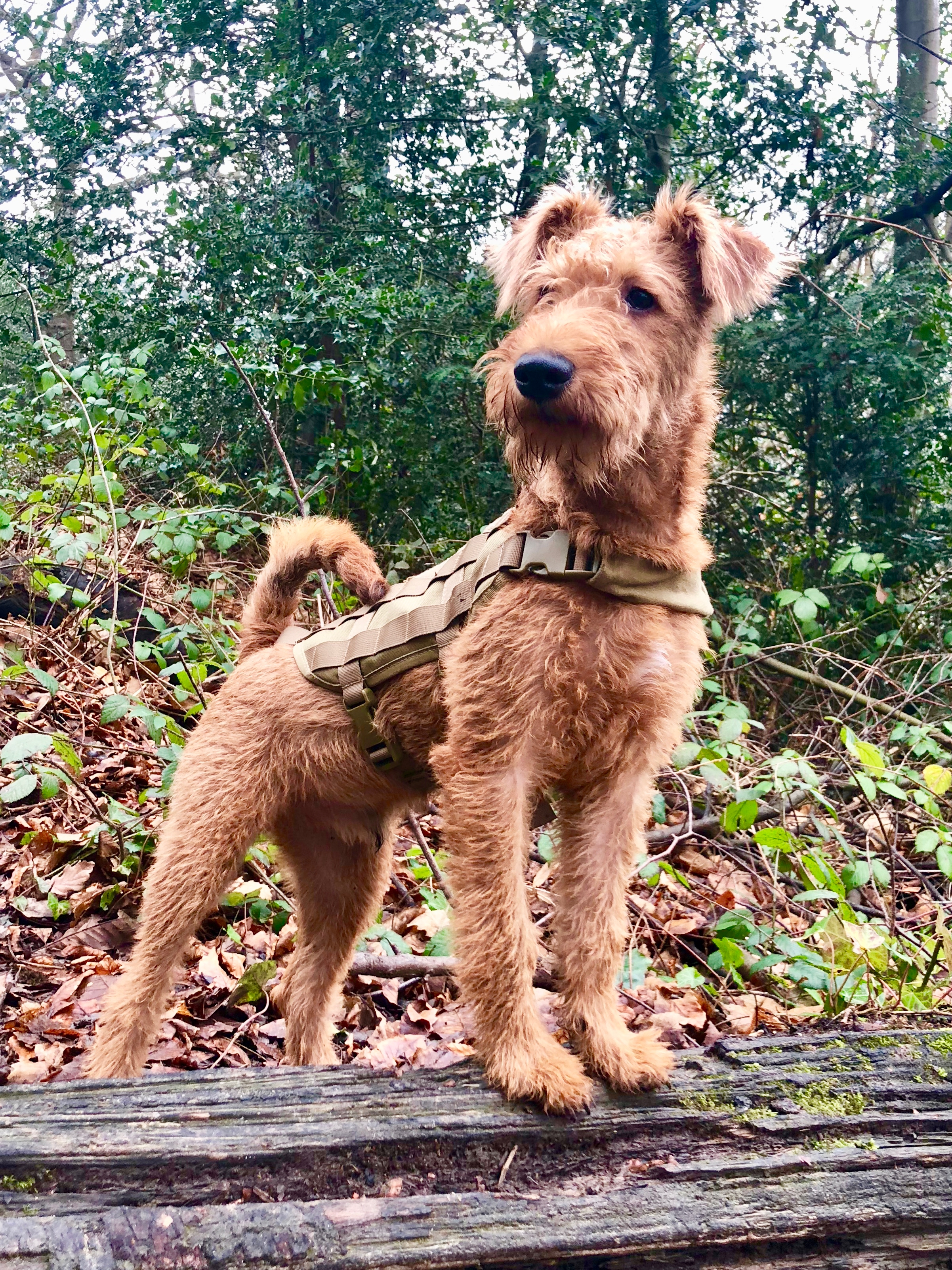
Ír terrier
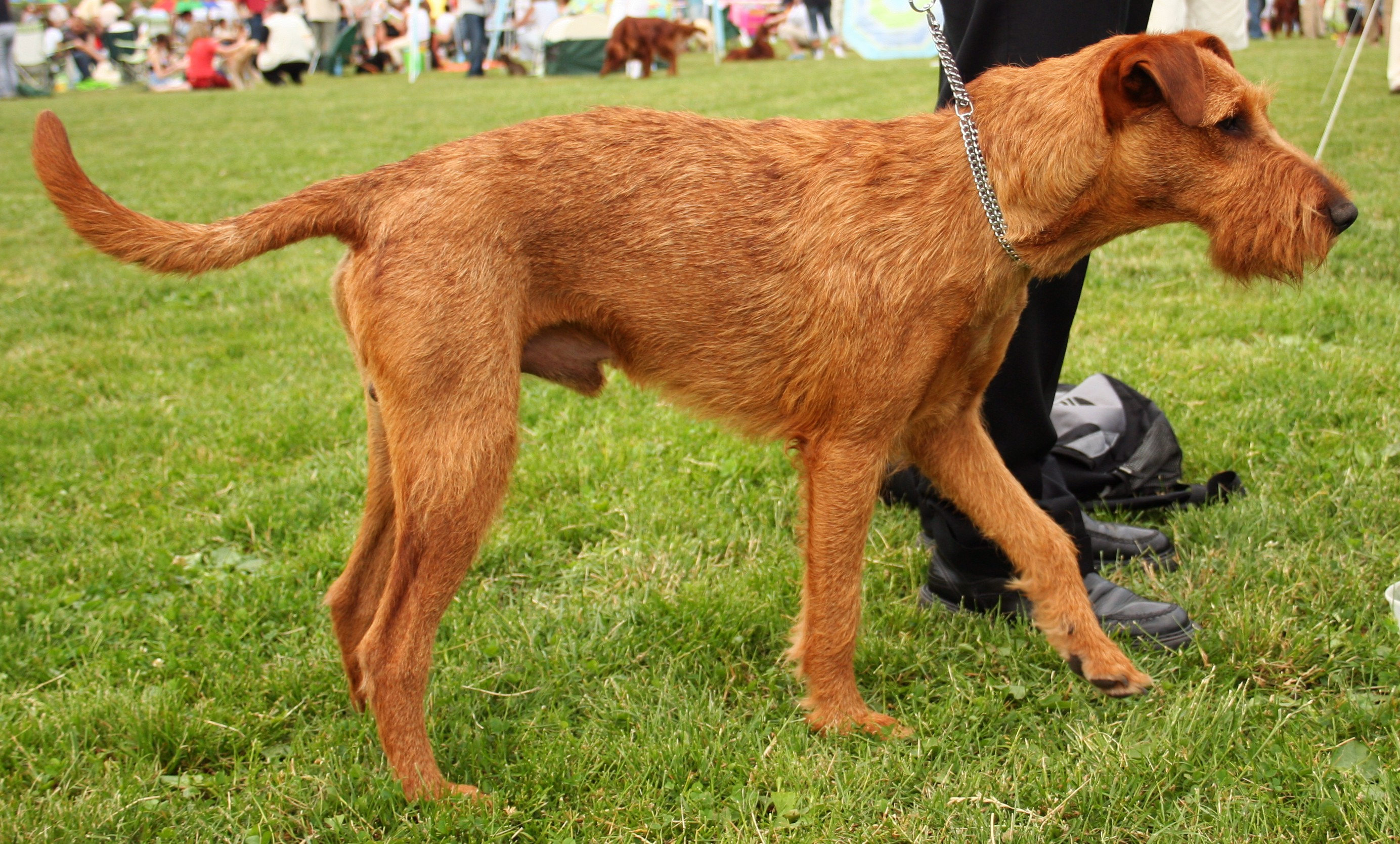
Ír terrier
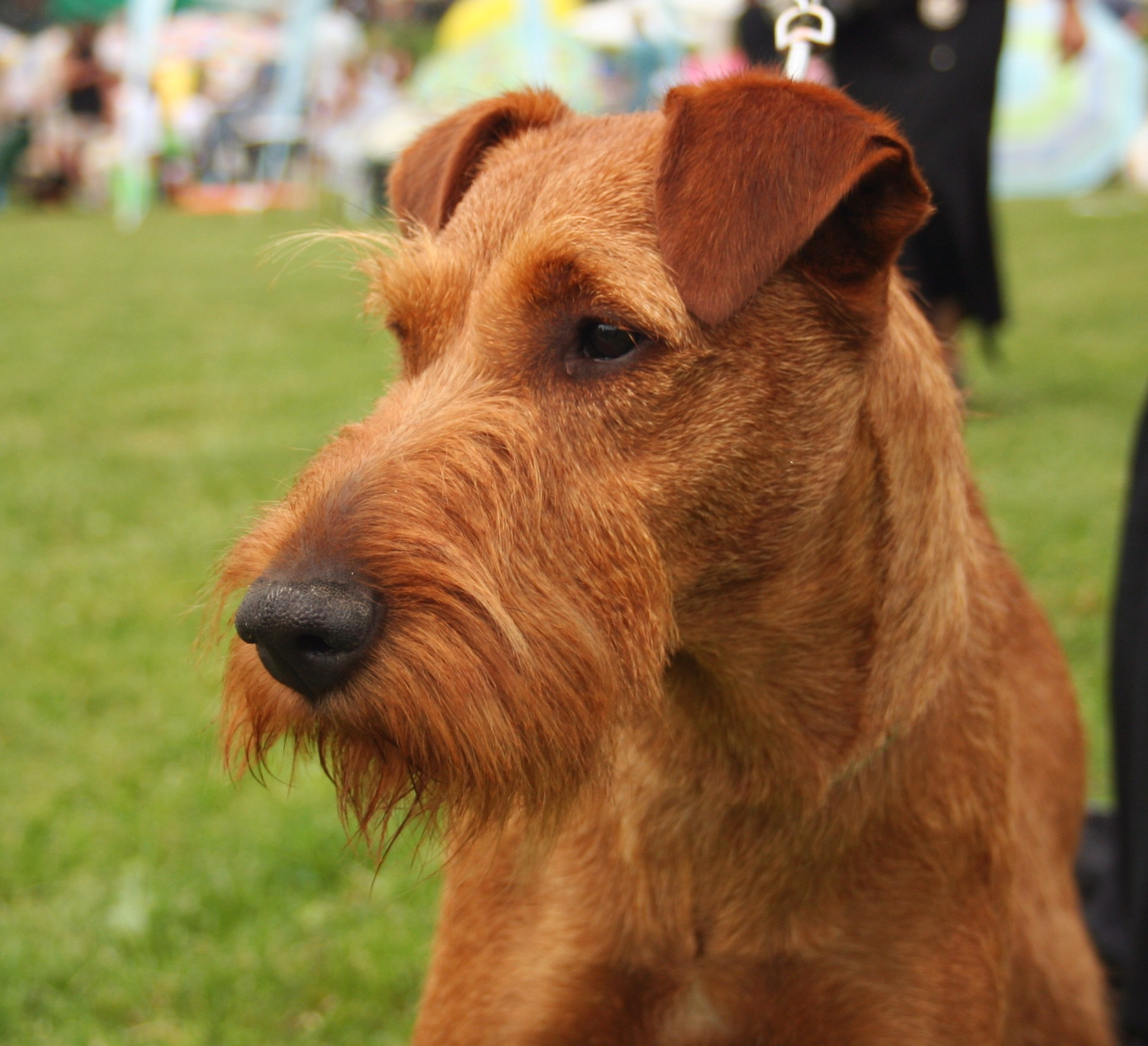
Ír terrier
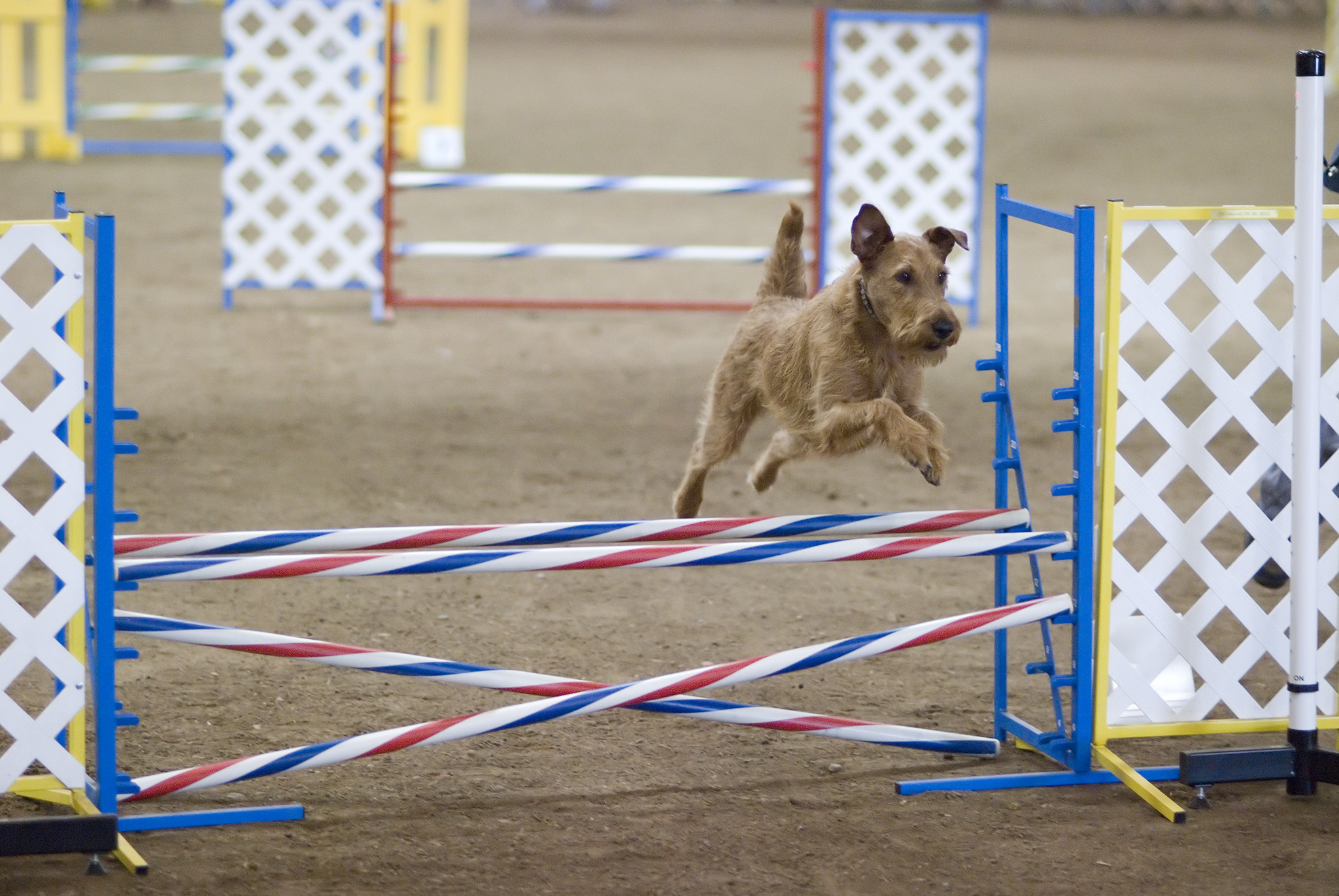
Ügyes ugrással
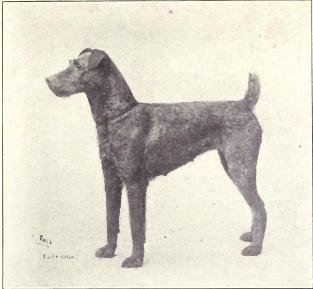
Ír terrier 1915 körül
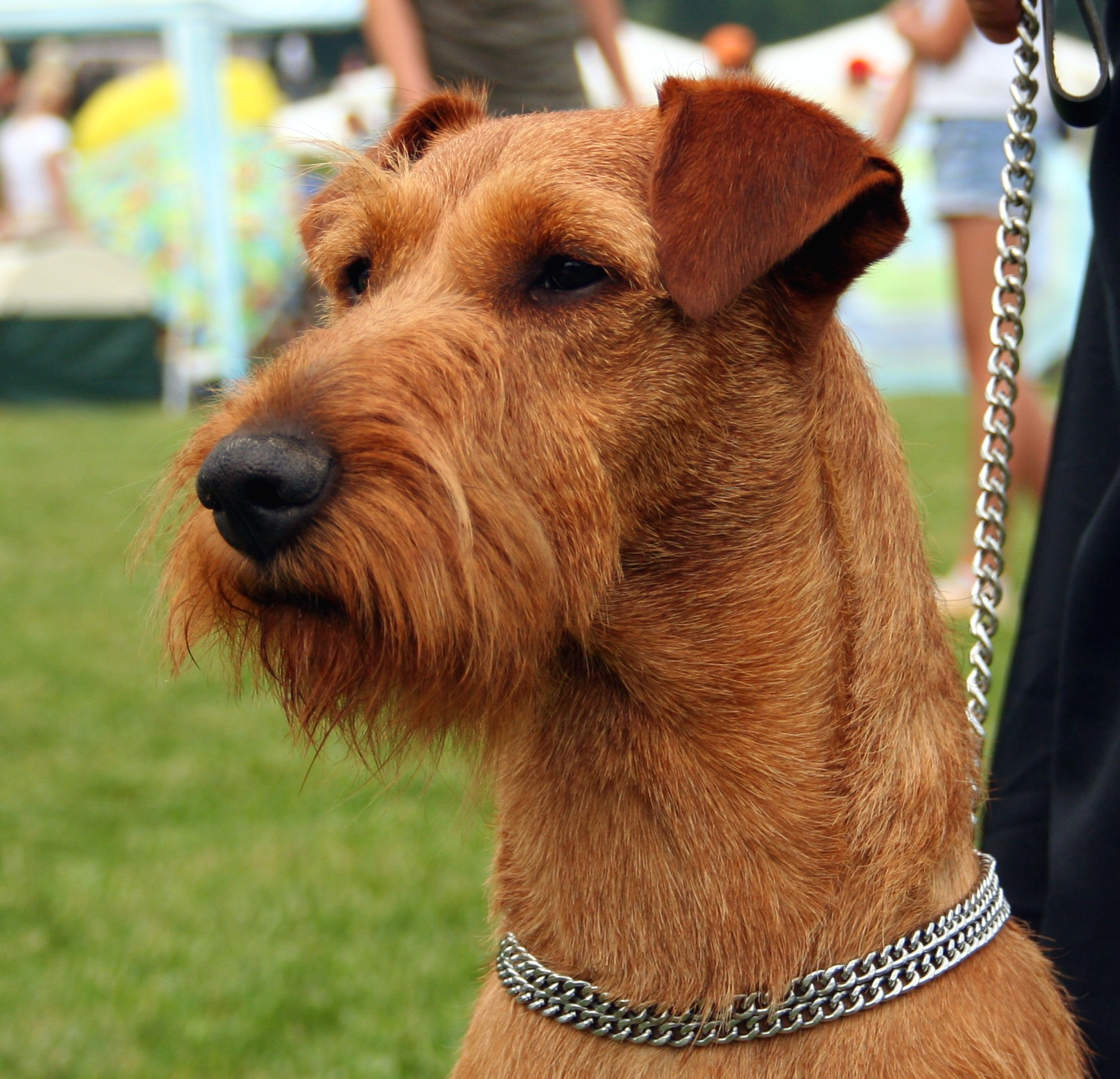
Ír terrier
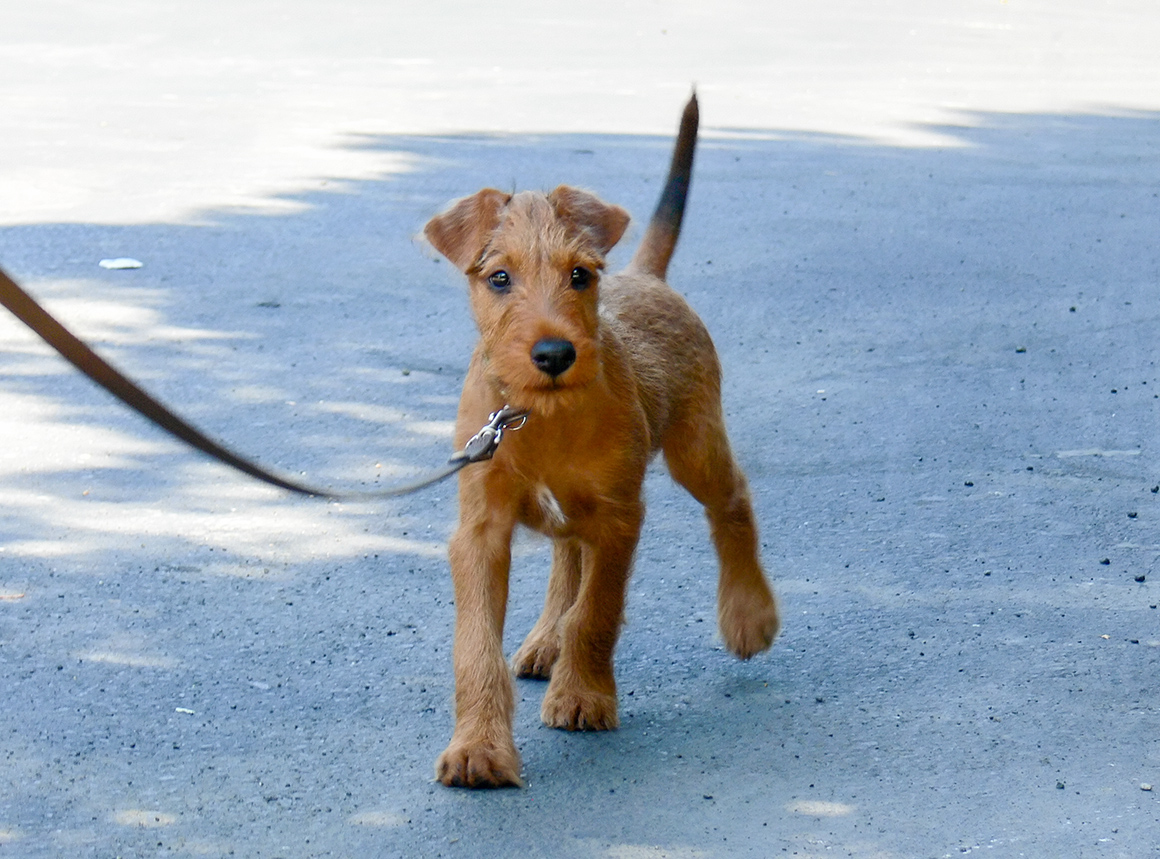
Fiatal Ír terrier